# Прем'єр-міністр Тунісу
Прем'єр-міністр Тунісу — глава уряду Тунісу, який призначається президентом країни. Починаючи з моменту здобуття країною незалежності в 1956 році і до 2011 року всі прем'єр-міністри належали до правлячої партії Демократичний конституційний рух (раніше —  Новий Дустур і Соціалістична дустурівська партія); потім були прем'єр-міністри, що належать до помірної ісламістської Партії відродження.

## Список прем'єр-міністрів Тунісу з моменту здобуття незалежності
- Хабіб Бургиба 11 квітня 1956 — 25 липня 1957
- Бахи Ладгам 19 жовтня 1969 — 2 листопада 1970
- Хеді Нуіра 2 листопада 1970 — 23 квітня 1980
- Мохаммед Мзалі 23 квітня 1980 — 8 липня 1986
- Рашид Сфар 8 липня 1986 — 2 жовтня 1987
- Зін аль-Абідін бен Алі 2 жовтня 1987 — 7 листопада 1987
- Хеді Баккуш 7 листопада 1987 — 27 вересня 1989
- Хамед Каруї 27 вересня 1989 — 17 листопада 1999
- Мухаммед Ґаннуші 17 листопада 1999 — 27 лютого 2011
- Беджі Каїд Ес-Себсі 27 лютого 2011 — 24 грудня 2011
- Хамаді Джебалі 24 грудня 2011 — 19 лютого 2013
- Алі Лараед 22 лютого 2013 — 15 грудня 2013
- Мехді Джомаа 15 грудня 2013 — 6 лютого 2015
- Хабіб Ессід (6 лютого 2015 — 27 серпня 2016)
- Юсеф Шахед (27 серпня 2016 — 27 лютого 2020)
- Еліас Фахфах (27 лютого 2020 — 2 вересня 2020)
- Хішам Машиши (2 вересня 2020 — 25 липня 2021)
- Нажла Буден (11 жовтня 2021 — 2023)
- Ахмед Ашані (2023 — )